# Oxammite
L'oxammite est un minéral de la famille des minéraux organiques, de formule chimique (NH4)2C2O4 • H2O (oxalate d'ammonium hydraté),,. Son nom est un mot-valise faisant référence à sa composition (oxa pour oxalate, amm pour ammonium).

## Découverte et autres occurrences
L'oxammite a été découverte en 1870 dans un dépôt de guano des îles Guañape (es) (Pérou).
L'oxammite se forme dans les dépôts de guano des oiseaux et des chauves-souris. On l'a également trouvée dans des œufs et squelettes d'oiseaux partiellement fossilisés. Elle est en général associée à de la mascagnite (sulfate d'ammonium).